# حادثة أورزيل
وقعت حادثة أورزيل  في بداية الحرب العالمية الثانية في سبتمبر 1939، عندما هربت الغواصة البولندية المحتجزة أورزيل من تالين، في إستونيا المحايدة، إلى المملكة المتحدة. استخدم الاتحاد السوفييتي بقيادة جوزيف ستالين هذه الحادثة كواحدة من الذرائع لتبرير غزوه العسكري واحتلاله لإستونيا في يونيو 1940.

## خلفية
كانت السفينة أورزيل راسية في أوكسيوي عندما هاجمت ألمانيا النازية بولندا وبدأت الحرب العالمية الثانية. شاركت الغواصة في البداية في عملية ووريك، لكنها انسحبت من الساحل البولندي في 4 سبتمبر مع تطور الوضع. بعد أن تعرضت لأضرار من قبل كاسحات الألغام الألمانية وتسرب النفط، توجهت إلى تالين، والتي وصلت إليها في 14 سبتمبر 1939 حوالي الساعة 01:30. نٌقل الرائد بحري هنريك كلوكوفسكي، الضابط القائد، إلى المستشفى في اليوم التالي لتلقي العلاج من مرض مجهول كان يعاني منه منذ 8 سبتمبر.
وقد نصت اتفاقية لاهاي لعام 1907 على منع الموقعين عليها، بما في ذلك ألمانيا، من التدخل في حق السفن الحربية المعادية في استخدام الموانئ المحايدة ضمن حدود معينة. في البداية، كانت إستونيا متعاونة للغاية مع أورزيل وساعدت في إصلاح ضاغط تالف. ومع ذلك، ربما بسبب الضغوط الألمانية أو السوفيتية، سرعان ما صعدت السلطات العسكرية الإستونية على متن الغواصة، وأعلنت احتجاز الطاقم، وصادرت جميع المساعدات الملاحية والخرائط، وبدأت في تفكيك الأسلحة. قام ضابط إستوني بإزالة العلم البحري من مؤخرة الغواصة.

## حادثة

### الهروب

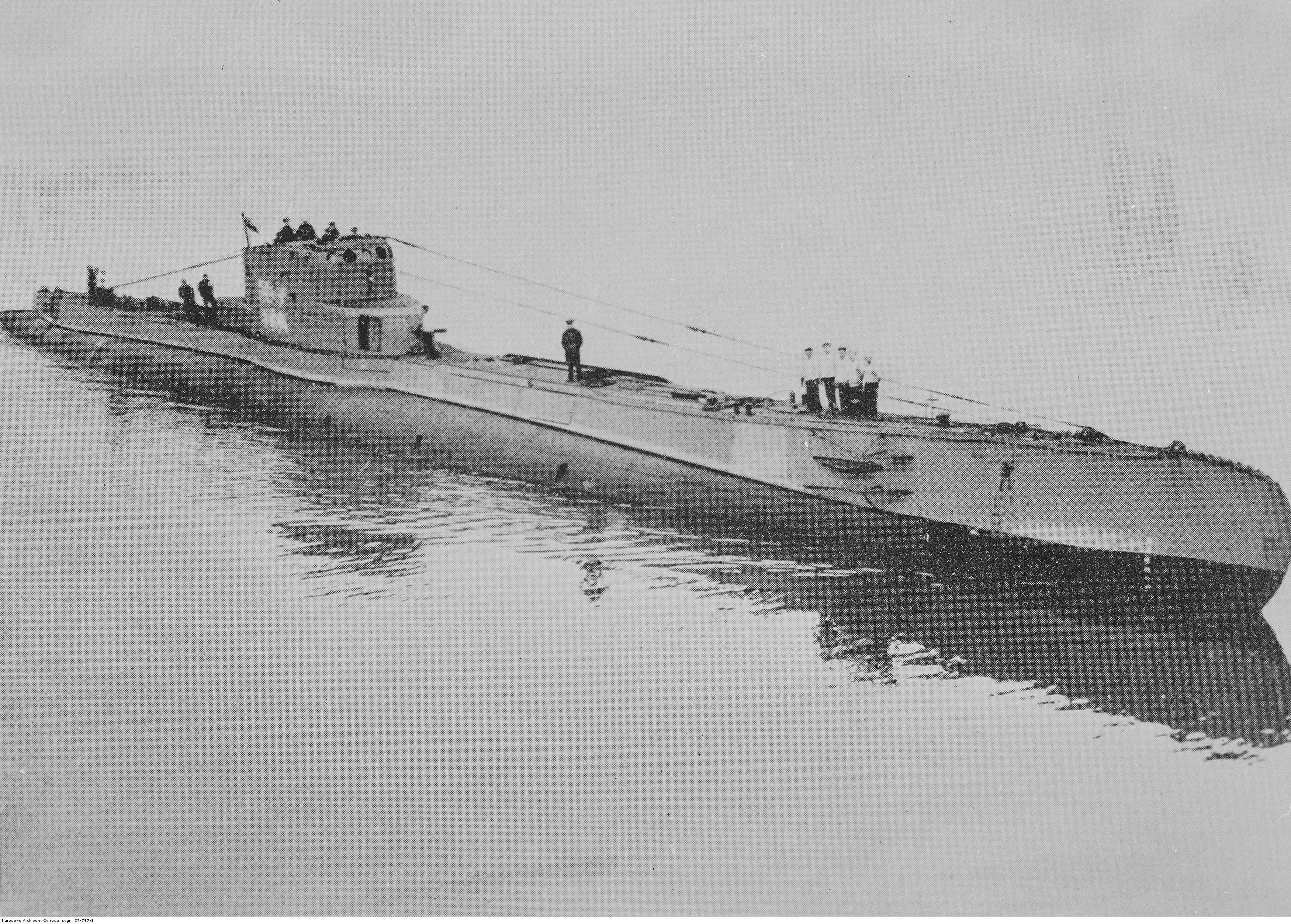
أورزيل

تآمر طاقم الغواصة أورزيل للهروب تحت القيادة الجديدة لضابطها القائد، النقيب يان جرودزينسكي، وضابطها الأول الجديد، النقيب أندريه بياسيكي. بدأ ذلك بتخريب جرودزينسكي لرافعة الطوربيد في 16 سبتمبر، مما منع الإستونيين من إزالة الطوربيدات الستة الخلفية. نظرًا لأنه كان يوم الأحد، لم يكن من الممكن الحصول على يوم آخر على الفور. وفي هذه الأثناء، كان القائد فلاديسلاف ناركيفيتش يستقل قاربًا صغيرًا للتجول حول الميناء. تحت غطاء الصيد، قام بقياس عمق طريق الهروب المخطط له سراً.
قام بحار آخر بتخريب خطوط ربط الغواصة.
في 18 سبتمبر 1939، وفي حوالي منتصف الليل، تعرضت نوافذ الغواصة لخلل غير معروف السبب. اغتنم الملازم جرودزينسكي الفرصة، وأعد الغواصة للمغادرة. اضطر الطاقم إلى التأخير بسبب وصول ضابط إستوني. وبعد تفتيش دام 30 دقيقة، لم يجد شيئا خارجا عن المألوف، وطلب من البولنديين أن يناموا على خير. استأنف الطاقم خططهم. تم إغراء اثنين من الحراس الإستونيين في الرصيف بالصعود على متن السفينة وأسرهم بطريقة غير عنيفة، وتم تخريب الإضاءة في الميناء وقطع خطوط الربط بفأس. تم تشغيل كلا المحركين، وتمكنت الغواصة من الهروب في الظلام.
بدأت الأضواء الإستونية تجوب الميناء من المباني إلى الرصيف حتى وصلت أخيرًا إلى أورزيل. أطلق الإستونيون النار بالرشاشات والمدفعية الخفيفة، مما أدى إلى إلحاق أضرار ببرج القيادة. ويُقال إن المدافع الأثقل وزناً فشلت في فتح النار خوفاً من إلحاق الضرر بالسفن الأخرى. عند مدخل الميناء، جنحت الغواصة لفترة وجيزة على شريط رملي ولكنها تمكنت بسرعة من التحرر والهروب إلى بحر البلطيق.

### في البحر
كان النقيب جرودزينسكي ينوي الاستيلاء على خرائط سفينة ألمانية، حيث تمت مصادرة جميع المساعدات الملاحية الخاصة بأورزيل، باستثناء دليل المنارات السويدية. ولكن لم يتم رصد أي سفن تجارية ألمانية على الإطلاق. بعد ثلاثة أسابيع من البحث، تقرر مغادرة بحر البلطيق والتوجه إلى بريطانيا. استغرق الأمر يومين للعبور في الطريق الخاضع لحراسة مشددة. كانت المراجع الوحيدة بحوزة البولنديين هي دليل المنارات وخريطة بدائية رسمها ضابط الملاحة.
كانت الصحافة الألمانية والإستونية التي غطت الحادث أول من اقترح أن الحارسين الأسيرين ربما قُتلا على يد البحارة البولنديين. وتبين بعد ذلك أنه تم إطلاق سراحهم قبالة سواحل السويد في قارب مطاطي وتم تزويدهم بالملابس والطعام من أجل عودتهم الآمنة إلى ديارهم. كما تم منح الحراس 50 دولارًا أمريكيًا لكل منهم، حيث اعتقد الطاقم البولندي أن "العائدين من العالم السفلي يستحقون السفر في الدرجة الأولى فقط".

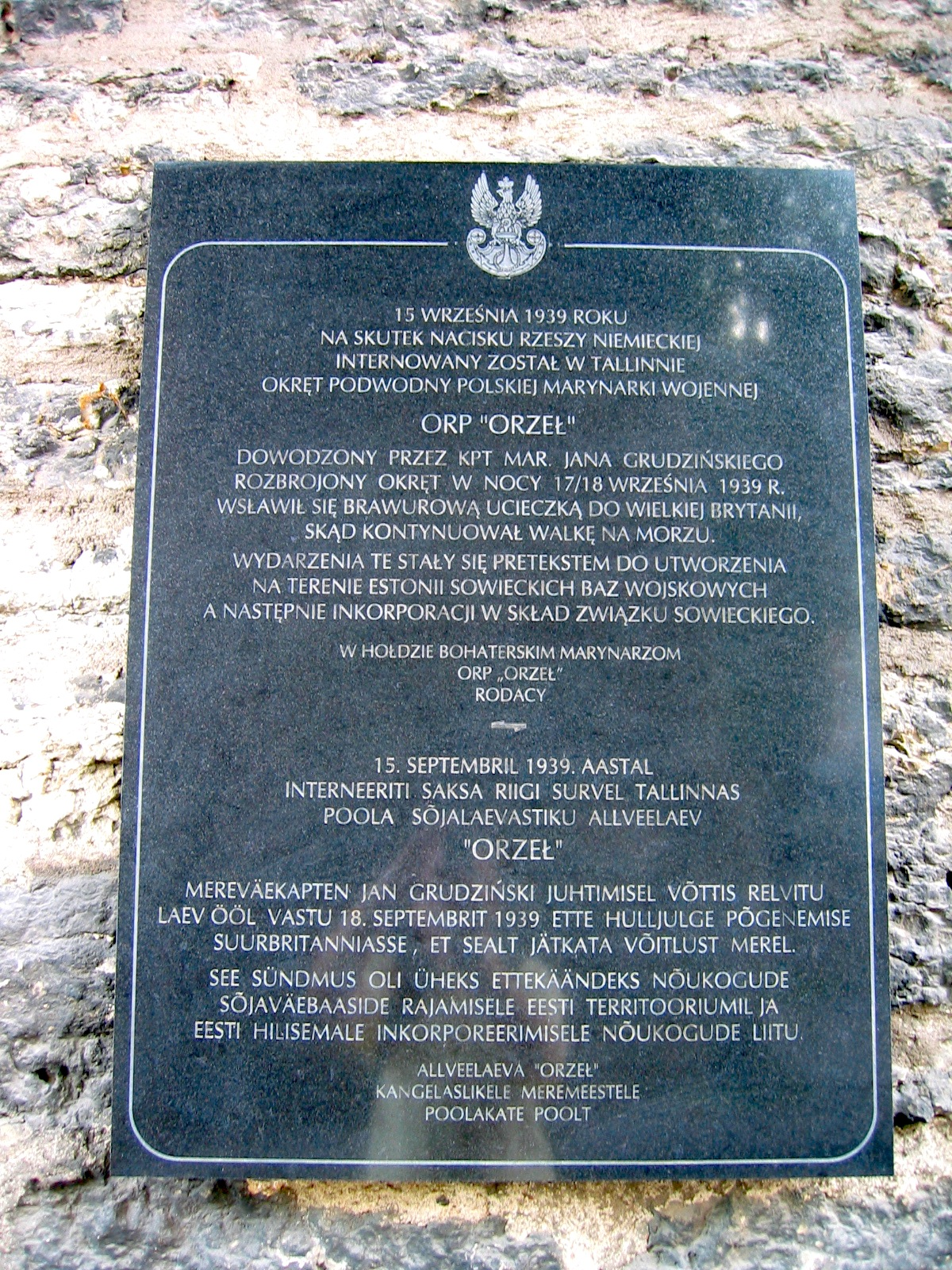
لوحة تذكارية في تالين، إستونيا

وصلت أورزيل قبالة سواحل اسكتلندا في 14 أكتوبر 1939. أرسل الطاقم إشارة باللغة الإنجليزية، وخرجت مدمرة من البحرية الملكية ورافقتهم إلى الميناء. كان وصول أورزيل بمثابة مفاجأة للأميرالية البريطانية، التي كانت تفترض منذ فترة طويلة أن الغواصة قد ضاعت. خضعت الغواصة لعملية تجديد وتم إدخالها لاحقًا إلى الخدمة جنبًا إلى جنب مع البحرية الملكية في أسطول الغواصات الثاني في منتصف يناير 1940 لدورية بحر الشمال.

### الأزمة الدبلوماسية وتداعياتها
بعد هروب الغواصة من تالين، أفادت وكالة تليغراف التابعة للاتحاد السوفييتي (تاس) أن الحكومة الإستونية سمحت "عمدًا" لأورزيل بالهروب وأن "غواصات بولندية أخرى كانت مختبئة" في الموانئ في جميع أنحاء دول البلطيق.
في 17 سبتمبر 1939، اتهم الاتحاد السوفييتي بقيادة جوزيف ستالين، بعد غزوه لبولندا، إستونيا بالتآمر مع البحارة البولنديين بالإضافة إلى "مساعدتهم على الهروب" وتحدى حياد إستونيا. لم تغرق أورزيل أي سفن معادية أثناء رحلتها من إستونيا إلى المملكة المتحدة، لكن الحكومة السوفيتية ألقت باللوم أيضًا على الغواصة البولندية وإستونيا في الخسارة المزعومة للناقلة السوفيتية ميتاليست في خليج نارفا في المياه الإقليمية الإستونية في 26 سبتمبر 1939. وطالب السوفييت بالسماح لهم بإنشاء قواعد عسكرية على الأراضي الإستونية وهددوا بحرب شاملة إذا لم تمتثل إستونيا للإنذار النهائي. لقد كانت الاتهامات المتعلقة بحادث الغواصة بمثابة غطاء سياسي لأفعال ستالين، حيث أن ألمانيا النازية كانت قد قدمت بالفعل في البنود السرية للميثاق الألماني السوفييتي في أغسطس/آب 1939 موافقة ضمنية على استيلاء السوفييت على إستونيا ولاتفيا وفنلندا. استغل ستالين حادثة أورزيل لفرض "معاهدة الدفاع والمساعدة المتبادلة" على إستونيا، والتي تم توقيعها في 28 سبتمبر 1939 وسمحت للسوفييت بإنشاء العديد من القواعد العسكرية على الأراضي الإستونية. احتلت القوات السوفيتية كامل أراضي إستونيا في يونيو 1940.

## ملحوظات
1. ↑  وتم إطلاق سراح الحراس الأسرى في وقت لاحق قبالة سواحل السويد.